# Житоше
Житоше (на македонска литературна норма: Житоше) е село в община Долнени на Северна Македония.

## География
Разположено е в северозападната част на Прилепското поле. Край селото е разположен манастирът „Свети Атанас Житошки“.

## История
В XIX век Житоше е част от Прилепска каза на Османската империя. В „Етнография на вилаетите Адрианопол, Монастир и Салоника“, издадена в Константинопол в 1878 година и отразяваща статистиката на населението от 1873 година Житоше християнско (Jitoché Christiansko) е посочено като село с 35 домакинства и 153 жители българи, а Житоше мюсюлманско (Jitoché Musulmansko) е село с 94 домакинства и 232 жители мюсюлмани, 83 българи и 21 цигани.
Според статистиката на Васил Кънчов („Македония. Етнография и статистика“) от 1900 година Житоше Горно е населявано от 66 жители българи християни, 560 арнаути мохамедани и 75 цигани, а Житоше Долно е село със 102 българи. Според Никола Киров („Крушово и борбите му за свобода“) към 1901 година Житоше има 17 български къщи и 160 турски.
На Етнографската карта на Битолския вилает на Картографския институт в София от 1901 година Горно Житоше е чисто българско село в Прилепската каза на Битолския санджак с 15 къщи. Долно Житоше е смесено село българи, албанци и турци със 106 къщи.
В началото на XX век цялото население на селото е под върховенството на Българската екзархия. По данни на секретаря на екзархията Димитър Мишев („La Macédoine et sa Population Chrétienne“) в 1905 година в Гитогле (Gitoglé) има 48 българи екзархисти.
След Междусъюзническата война в 1913 година селото попада в Сърбия.
На етническата си карта на Северозападна Македония в 1929 година Афанасий Селишчев отбелязва Житоше като българо-албанско село.
- Джамията в Горно Житоше
- Джамията в Долно Житоше
- Нова джамия в Житоше

## Личности
Родени в Житоше
- Мехмед Шабан, арестуван преди април 1904 година, обвинен в кражба на „няколко глави от добитъка, който се разпръснал от християнските села по време на Крушевските събития“, осъден на 5 месеца затвор от Първостепенния наказателен отдел, лежал в Битолския затвор, амнистиран с общата амнистия от 12 април 1904 година[8]
- Муса Ибраими (р. 1978), северномакедонски политик
- Стерио Велев – Самарджията (? – 1963), български революционер от ВМОРО, починал в Крушево[9]